# Konstytucja Korei Południowej
Konstytucja Korei Południowej (kor. 대한민국 헌법, hancha: 大韓民國憲法, trb. Daehanminguk Heonbop) – najważniejszy akt prawny (ustawa zasadnicza) Republiki Korei. Uchwalona 17 lipca 1948 roku. Jej ostatnia zmiana pochodzi z 29 października 1987.
Składa się z preambuły, 10 rozdziałów, 130 artykułów oraz 6 dodatkowych artykułów.